# Meningitis
La meningitis és la inflamació de les meninges. La meningitis es presenta amb una síndrome, en general aguda, constituïda per intensos mal de caps, rigidesa de clatell i raquis, restrenyiment, vòmits de tipus cerebral (sense nàusees), pols lent, etc.(no sempre se'n troba el quadre complet). A més, el líquid cefalorraquidi és hipertens i presenta modificacions en l'aspecte (tot i que també hi ha meningitis amb líquid aparentment normal) i en la composició (augment de proteïnes, cèl·lules, presència del germen causal, etc.), que són més o menys típiques dels diferents tipus de meningitis. Es classifiquen segons l'agent causal.

## Simptomatologia
En els adults, el símptoma més comú de meningitis és un mal de cap sever, que es produeix en gairebé el 90% dels casos de meningitis bacteriana, seguida de rigidesa de clatell (incapacitat per flexionar el coll cap endavant de forma passiva causa de l'augment del to muscular i la rigidesa del coll). La tríada clàssica de senyals de diagnòstic consisteix en la rigidesa de clatell, febre alta de manera sobtada, i l'alteració de l'estat mental; malgrat això, les tres característiques estan presents en només el 44-46% dels casos de meningitis bacteriana. Si no hi ha cap dels tres signes, és extremadament improbable que hi hagi meningitis aguda. Altres signes comunament associats amb la meningitis inclouen fotofòbia (intolerància a la llum brillant) i fonofòbia (intolerància als sorolls forts). Els nens petits sovint no presenten els símptomes abans esmentats, i pot ser que només estiguin irritables i amb mal estat. La fontanel·la (punt tou a la part superior del cap del nadó) pot sobresortir en els nens de fins a 6 mesos. Altres característiques que distingeixen la meningitis per malalties menys greus en els nens petits són: dolor a les cames, extremitats fredes, i un color anormal de la pell.

## Causes
La meningitis és generalment causada per una infecció, ja sigui per virus, bacteris, fongs i protozous. Pot també ser el resultat de diverses causes no infeccioses. El terme meningitis abacteriana o asèptica es refereix als casos de meningitis en el qual no pot ser demostrada una infecció bacteriana.

### Meningitis bacterianes
Els tipus de bacteris que causen les meningitis bacterianes varien segons el grup d'edat dels individus infectats.

#### Meningitis meningocòccica o cerebroespinal epidèrmica
És una meningitis supurada, l'ocasiona el meningococ, i és particularment freqüent en els infants i durant les èpoques fredes, la seva aparició és sovint epidèmica, i en aquest cas abunden els portadors sans, que allotgen els gèrmens a la faringe, i es fa necessària una quimioprofilaxi col·lectiva. Es caracteritza per la presentació brusca, de vegades precedida d'una rinofaringitis, seguida d'una ràpida i greu evolució.

#### Meningitis tuberculosa
És originada per la invasió de l'espai subaracnoidal per part del bacil de Koch, procedent d'altres focus tuberculosos de l'organisme. Les lesions són més intenses en les meninges toves (leptomeninges) de l'encèfal i la medul·la espinal que en el teixit nerviós continu, encara que també aquest en resta afectat. Comença d'una forma insidiosa, amb un període més o menys llarg d'un vague malestar general, fins que es presenta de manera brusca i intensa el quadre meningi descrit. Tanmateix, s'observa amb més freqüència una simptomatologia molt més precisa localització del procés.

### Meningitis fúngica o micòtica
La més habitual és la meningitis criptocòccica, més freqüent pacients amb SIDA.

### Meningitis vírica
És, generalment, més benigna que la bacteriana i causada per diversos virus, com els enterovirus i els poliovirus.

### Meningitis no infecciosa
L'extensió del càncer a les meninges (meningitis maligna o neoplàstica) i certs medicaments (principalment antiinflamatoris no esteroidals, antibiòtics i immunoglobulines intravenoses). Pot també ser causada per diverses trastorns inflamatòries, com ara la sarcoïdosi (que a continuació es diu neurosarcoidosi), trastorns del teixit connectiu, com el lupus eritematós sistèmic, i certes formes de vasculitis (inflamació de la paret del vas sanguini), com ara la malaltia de Behçet.